# Copa del Món de ciclisme en pista de 2003
La Copa del Món de ciclisme en pista de 2003 va ser l'11a edició de la Copa del Món de ciclisme en pista. Es va celebrar del 14 de febrer de 2003 al 18 de maig de 2003 amb la disputa de quatre proves.

## Proves
| Data              | Lloc           |
| ----------------- | -------------- |
| 14-16 febrer 2003 | Moscou         |
| 21-23 març 2003   | Aguascalientes |
| 11-13 abril 2003  | Ciutat del Cap |
| 16-18 maig 2003   | Sydney         |

## Resultats

### Masculins
| Event                 | Guanyador                                                                              | Segon                                                                      | Tercer                                                                                   |
| Moscou                | Moscou                                                                                 | Moscou                                                                     | Moscou                                                                                   |
| --------------------- | -------------------------------------------------------------------------------------- | -------------------------------------------------------------------------- | ---------------------------------------------------------------------------------------- |
| Keirin                | René Wolff (GER)                                                                       | Josiah Ng Onn Lam (MAS)                                                    | Ivan Vrba (CZE)                                                                          |
| Quilòmetre            | Stefan Nimke (GER)                                                                     | Theo Bos (NED)                                                             | Grzegorz Krejner (POL)                                                                   |
| Velocitat             | Laurent Gané (FRA)                                                                     | Pavel Buráň (CZE)                                                          | Jaroslav Jeřábek (SVK)                                                                   |
| Velocitat per equips  | Espanya · José Antonio Escuredo · Salvador Melià · José Antonio Villanueva             | Polònia · Grzegorz Krejner · Lukasz Kwiatkowski · Grzegorz Trębski         | Japó · Yuichiro Kamiyama · Tomohiro Nagatsuka · Toshiaki Fushimi                         |
| Persecució            | Sergi Escobar (ESP)                                                                    | Jens Lehmann (GER)                                                         | Volodímir Diúdia (UKR)                                                                   |
| Persecució per equips | Rússia · Alexander Serov · Serguei Klímov · Aleksei Màrkov · Nikita Eskov              | Alemanya · Jens Lehmann · Guido Fulst · Sebastian Siedler · Christian Bach | Ucraïna · Roman Kononenko · Volodímir Diúdia · Sergiy Chernyavskyy · Volodímir Zagorodni |
| Puntuació             | Matthew Gilmore (BEL)                                                                  | Joan Llaneras (ESP)                                                        | Mikhaïl Ignàtiev (RUS)                                                                   |
| Scratch               | Robert Slippens (NED)                                                                  | Alex Rasmussen (DEN)                                                       | Franck Perque (FRA)                                                                      |
| Madison               | Alemanya · Guido Fulst · Andreas Müller                                                | Països Baixos · Robert Slippens · Danny Stam                               | Dinamarca · Jimmy Hansen · Alex Rasmussen                                                |
| Aguascalientes        |                                                                                        |                                                                            |                                                                                          |
| Keirin                | Keiichiro Yaguchi (JPN)                                                                | Jan van Eijden (GER)                                                       | Jaroslav Jeřábek (SVK)                                                                   |
| Quilòmetre            | Jamie Staff (GBR)                                                                      | Sören Lausberg (GER)                                                       | Wilson Meneses (COL)                                                                     |
| Velocitat             | Mark French (AUS)                                                                      | Jamie Staff (GBR)                                                          | Arnaud Duble (FRA)                                                                       |
| Velocitat per equips  | França · Arnaud Duble · Matthieu Mandard · François Pervis                             | Eslovàquia · Jaroslav Jeřábek · Peter Bazalik · Jan Lepka                  | Alemanya · Sören Lausberg · Matthias John · Jan van Eijden                               |
| Persecució            | Vassil Kirienka (BLR)                                                                  | Hayden Godfrey (NZL)                                                       | Paul Manning (GBR)                                                                       |
| Persecució per equips | Colòmbia · Alexander González · José Serpa · Carlos Alzate · Juan Pablo Forero         | Regne Unit · Bryan Steel · Tony Gibb · Paul Manning · Steven Cummings      | Belarús · Vassil Kirienka · Yauhen Sobal · Viktor Rapinski · Siarhei Daubniuk            |
| Puntuació             | Leonardo Duque (COL)                                                                   | Juan Esteban Curuchet (ARG)                                                | Chris Newton (GBR)                                                                       |
| Scratch               | Miquel Alzamora (ESP)                                                                  | Franco Marvulli (SUI)                                                      | Walter Fernando Pérez (ARG)                                                              |
| Madison               | Argentina · Juan Esteban Curuchet · Walter Pérez                                       | Espanya · Joan Llaneras · Miquel Alzamora                                  | França · Franck Perque · Jerome Neuville                                                 |
| Ciutat del Cap        |                                                                                        |                                                                            |                                                                                          |
| Keirin                | José Antonio Escuredo (ESP)                                                            | Martin Benjamin (NED)                                                      | Peter Bazálik (SVK)                                                                      |
| Quilòmetre            | Chris Hoy (GBR)                                                                        | Stefan Nimke (GER)                                                         | Shane Kelly (AUS)                                                                        |
| Velocitat             | Mickaël Bourgain (FRA)                                                                 | Jaroslav Jeřábek (SVK)                                                     | Jan van Eijden (GER)                                                                     |
| Velocitat per equips  | Regne Unit · Chris Hoy · Jason Queally · Jamie Staff                                   | Alemanya · Stefan Nimke · Carsten Bergemann · Matthias John                | Austràlia · Ryan Bayley · Shane Kelly · Mark French                                      |
| Persecució            | Luke Roberts (AUS)                                                                     | Jérôme Neuville (FRA)                                                      | Sergi Escobar (ESP)                                                                      |
| Persecució per equips | Ucraïna · Alexandre Symonenko · Volodímir Diúdia · Vitali Popkov · Volodímir Zagorodni | Regne Unit · Bryan Steel · Tony Gibb · Paul Manning · Kieran Page          | Austràlia · Ashley Hutchinson · Luke Roberts · Peter Dawson · Mark Jamieson              |
| Puntuació             | Mark Renshaw (AUS)                                                                     | Andreas Müller (GER)                                                       | Franck Perque (FRA)                                                                      |
| Scratch               | Alexander Aeschbach (SUI)                                                              | Jean-Pierre Van Zyl (RSA)                                                  | Jeroen Straathof (NED)                                                                   |
| Madison               | Argentina · Juan Esteban Curuchet · Walter Pérez                                       | Suïssa · Alexander Aeschbach · Franco Marvulli                             | Espanya · Joan Llaneras · Isaac Gàlvez                                                   |
| Sydney                |                                                                                        |                                                                            |                                                                                          |
| Keirin                | Jens Fiedler (GER)                                                                     | Toshiaki Fushimi (JPN)                                                     | Ryan Bayley (AUS)                                                                        |
| Quilòmetre            | Shane Kelly (AUS)                                                                      | Mathieu Mandard (FRA)                                                      | Wilson Meneses (COL)                                                                     |
| Velocitat             | René Wolff (GER)                                                                       | Mark French (AUS)                                                          | Ross Edgar (GBR)                                                                         |
| Velocitat per equips  | Japó · Toshiaki Fushimi · Kiyofumi Nagai · Tomohiro Nagatsuka                          | Austràlia · Ryan Bayley · Shane Kelly · Mark French                        | Alemanya · Jens Fiedler · Michael Seidenbecher · René Wolff                              |
| Persecució            | Mark Jamieson (AUS)                                                                    | Hayden Godfrey (NZL)                                                       | Guido Fulst (GER)                                                                        |
| Persecució per equips | Nova Zelanda · Heath Blackgrove · Hayden Godfrey · Marc Ryan · Lee Vertongen           | Alemanya · Marc Altmann · Guido Fulst · Andreas Müller · Leif Lampater     | Austràlia · Mark Jamieson · Bradley Norton · Chris Pascoe · Christopher Sutton           |
| Puntuació             | Mikhaïl Ignàtiev (RUS)                                                                 | Volodímir Ribin (UKR)                                                      | Gregory Henderson (NZL)                                                                  |
| Scratch               | Gregory Henderson (NZL)                                                                | Roland Garber (AUT)                                                        | Andreas Müller (GER)                                                                     |
| Madison               | Alemanya · Guido Fulst · Andreas Müller                                                | Austràlia · Rodney Mcgee · Darren Young                                    | Països Baixos · Gideon de Jong · Geert Jan Jonkman                                       |

### Femenins
| Event                 | Guanyadora                                                          | Segona                                                                  | Tercera                                                           |
| Moscou                | Moscou                                                              | Moscou                                                                  | Moscou                                                            |
| --------------------- | ------------------------------------------------------------------- | ----------------------------------------------------------------------- | ----------------------------------------------------------------- |
| Keirin                | Svetlana Grankovskaya (RUS)                                         | Clara Sanchez (FRA)                                                     | Céline Nivert (FRA)                                               |
| 500 m. contrarellotge | Natàl·lia Tsilínskaia (BLR)                                         | Jiang Yonghua (CHN)                                                     | Katrin Meinke (GER)                                               |
| Velocitat             | Natàl·lia Tsilínskaia (BLR)                                         | Svetlana Grankovskaya (RUS)                                             | Katrin Meinke (GER)                                               |
| Velocitat per equips  | Rússia · Svetlana Grankovskaya · Oksana Gríxina · Tamil·la Abàssova | Ucraïna · Irina Ianòvitx · Lyudmyla Vypyraylo · Sofiya Prychshepa       | Alemanya · Katrin Meinke · Susan Panzer · Christina Becker        |
| Persecució            | Katherine Bates (AUS)                                               | Svetlana Ivahonenkava (BLR)                                             | Olga Sliússareva (RUS)                                            |
| Puntuació             | Olga Sliússareva (RUS)                                              | Adrie Visser (NED)                                                      | Lyudmyla Vypyraylo (UKR)                                          |
| Scratch               | Lyudmyla Vypyraylo (UKR)                                            | Juliette Vandekerckhove (FRA)                                           | Adrie Visser (NED)                                                |
| Aguascalientes        |                                                                     |                                                                         |                                                                   |
| Keirin                | Céline Nivert (FRA)                                                 | Li Na (CHN)                                                             | Tanya Lindenmuth (USA)                                            |
| 500 m. contrarellotge | Natàl·lia Tsilínskaia (BLR)                                         | Nancy Contreras (MEX)                                                   | Tanya Lindenmuth (USA)                                            |
| Velocitat             | Natàl·lia Tsilínskaia (BLR)                                         | Tanya Lindenmuth (USA)                                                  | Nancy Contreras (MEX)                                             |
| Velocitat per equips  | Rússia · Elena Tchalykh · Oksana Gríxina · Yulia Aroustamova        | Països Baixos · Yvonne Hijgenaar · Vera Koedooder · Anouska van der Zee | Només 2 participants                                              |
| Persecució            | Sarah Ulmer (NZL)                                                   | Erin Mirabella (USA)                                                    | Rasa Mažeikytė (LTU)                                              |
| Puntuació             | Elena Tchalykh (RUS)                                                | Belem Guerrero (MEX)                                                    | Vera Koedooder (NED)                                              |
| Scratch               | Elena Tchalykh (RUS)                                                | Eleonora Soldo (ITA)                                                    | Belem Guerrero (MEX)                                              |
| Ciutat del Cap        |                                                                     |                                                                         |                                                                   |
| Keirin                | Daniela Larreal (VEN)                                               | Katrin Meinke (GER)                                                     | Diana García (COL)                                                |
| 500 m. contrarellotge | Nancy Contreras (MEX)                                               | Natàl·lia Tsilínskaia (BLR)                                             | Jiang Cuihua (CHN)                                                |
| Velocitat             | Svetlana Grankovskaya (RUS)                                         | Katrin Meinke (GER)                                                     | Jiang Cuihua (CHN)                                                |
| Velocitat per equips  | Alemanya · Katrin Meinke · Susan Panzer · Kathrin Freitag           | Rússia · Svetlana Grankovskaya · Tamil·la Abàssova · Yulia Aroustamova  | Austràlia · Kerrie Meares · Anna Meares · Rochelle Gilmore        |
| Persecució            | Karin Thürig (SUI)                                                  | Christina Becker (GER)                                                  | Gema Pascual (ESP)                                                |
| Puntuació             | Svetlana Ivakhonenkova (BLR)                                        | Vera Carrara (ITA)                                                      | Cathy Moncassin-Prime (FRA)                                       |
| Scratch               | Yulia Aroustamova (RUS)                                             | Gema Pascual (ESP)                                                      | Alison Wright (AUS)                                               |
| Sydney                |                                                                     |                                                                         |                                                                   |
| Keirin                | Rosealee Hubbard (AUS)                                              | Kerrie Meares (AUS)                                                     | Christin Muche (GER)                                              |
| 500 m. contrarellotge | Nancy Contreras (MEX)                                               | Jiang Yonghua (CHN)                                                     | Yvonne Hijgenaar (NED)                                            |
| Velocitat             | Nancy Contreras (MEX)                                               | Victoria Pendleton (GBR)                                                | Lori-Ann Muenzer (CAN)                                            |
| Velocitat per equips  | Austràlia · Kerrie Meares · Rosealee Hubbard · Rochelle Gilmore     | Rússia · Oksana Gríxina · Tamil·la Abàssova · Yulia Aroustamova         | Ucraïna · Irina Ianòvitx · Lyudmyla Vypyraylo · Sofiya Prychshepa |
| Persecució            | Sarah Ulmer (NZL)                                                   | Diana Žiliūtė (LTU)                                                     | Amy Safe (AUS)                                                    |
| Puntuació             | Vera Carrara (ITA)                                                  | Marion Clignet (FRA)                                                    | Sarah Ulmer (NZL)                                                 |
| Scratch               | Victoria Pendleton (GBR)                                            | Rochelle Gilmore (AUS)                                                  | Sarah Ulmer (NZL)                                                 |

## Classificacions

### Països
| Rang | País/Equip    | Moscou | Aguascalientes | Ciutat del Cap | Sydney | Total |
| ---- | ------------- | ------ | -------------- | -------------- | ------ | ----- |
| 1    | Alemanya      |        |                |                |        | 379   |
| 2    | Austràlia     |        |                |                |        | 336   |
| 3    | França        |        |                |                |        | 288   |
| 4    | Rússia        |        |                |                |        | 265   |
| 5    | Països Baixos |        |                |                |        | 229   |
| 6    | Regne Unit    |        |                |                |        | 182   |
| 7    | Espanya       |        |                |                |        | 175   |
| 8    | Ucraïna       |        |                |                |        | 174   |
| 9    | Nova Zelanda  |        |                |                |        | 131   |
| 10   | Estats Units  |        |                |                |        | 131   |

### Masculins
| Pos. | Ciclista              | Mos | Agu | Cap | Syd | Pts |  |
| 1.   | Josiah Ng On Lam      |     |     |     |     |     |  |
| 2.   | José Antonio Escuredo |     |     |     |     |     |  |
| 3.   | Ryan Bayley           |     |     |     |     |     |  |

| Pos. | Ciclista     | Mos | Agu | Cap | Syd | Pts |
| 1.   | Stefan Nimke |     |     |     |     |     |
| 2.   | Ahmed López  |     |     |     |     |     |
| 3.   | Shane Kelly  |     |     |     |     |     |

| Pos. | Ciclista         | Mos | Agu | Cap | Syd | Pts |
| 1.   | Mark French      |     |     |     |     |     |
| 2.   | Jaroslav Jeřábek |     |     |     |     |     |
| 3.   | Pavel Buráň      |     |     |     |     |     |

| Pos. | Ciclista       | Mos | Agu | Cap | Syd | Pts |
| 1.   | Hayden Godfrey |     |     |     |     |     |
| 2.   | Sergi Escobar  |     |     |     |     |     |
| 3.   | Luke Roberts   |     |     |     |     |     |

| Pos. | Equip    | Mos | Agu | Cap | Syd | Pts |
| 1.   | Japó     |     |     |     |     |     |
| 2.   | Alemanya |     |     |     |     |     |
| 3.   | França   |     |     |     |     |     |

| Pos. | Equip    | Mos | Agu | Man | Cap | Pts |
| 1.   | Alemanya |     |     |     |     |     |
| 2.   | Rússia   |     |     |     |     |     |
| 3.   | Ucraïna  |     |     |     |     |     |

| Pos. | Ciclista          | Mos | Agu | Cap | Syd | Pts |
| 1.   | Roland Garber     |     |     |     |     |     |
| 2.   | Noriyuki Iijima   |     |     |     |     |     |
| 3.   | Gregory Henderson |     |     |     |     |     |

| Pos. | Ciclista      | Mos | Agu | Cap | Syd | Pts |
| 1.   | Alemanya      |     |     |     |     |     |
| 2.   | Argentina     |     |     |     |     |     |
| 3.   | Països Baixos |     |     |     |     |     |

#### Puntuació
| Pos. | Ciclista         | Mos | Agu | Cap | Syd | Pts |
| 1.   | Mikhaïl Ignàtiev |     |     |     |     |     |
| 2.   | Volodímir Ribin  |     |     |     |     |     |
| 3.   | Juan Curuchet    |     |     |     |     |     |

### Femenins
| Pos. | Ciclista              | Mos | Agu | Cap | Syd | Pts |
| 1.   | Céline Nivert         |     |     |     |     |     |
| 2.   | Svetlana Grankovskaya |     |     |     |     |     |
| 3.   | Daniela Larreal       |     |     |     |     |     |

| Pos. | Ciclista              | Mos | Agu | Cap | Syd | Pts |
| 1.   | Nancy Contreras       |     |     |     |     |     |
| 2.   | Natàl·lia Tsilínskaia |     |     |     |     |     |
| 3.   | Lori-Ann Muenzer      |     |     |     |     |     |

| Pos. | Ciclista              | Mos | Agu | Cap | Syd | Pts |
| 1.   | Daniela Larreal       |     |     |     |     |     |
| 2.   | Svetlana Grankovskaya |     |     |     |     |     |
| 3.   | Natàl·lia Tsilínskaia |     |     |     |     |     |

| Pos. | Ciclista            | Mos | Agu | Cap | Syd | Pts |
| 1.   | Sarah Ulmer         |     |     |     |     |     |
| 2.   | Anouska van der Zee |     |     |     |     |     |
| 3.   | Christina Becker    |     |     |     |     |     |

| Pos. | Ciclista           | Mos | Agu | Cap | Syd | Pts |
| 1.   | Vera Carrara       |     |     |     |     |     |
| 2.   | Marion Clignet     |     |     |     |     |     |
| 3.   | Lyudmyla Vypyraylo |     |     |     |     |     |

| Pos. | Ciclista           | Mos | Agu | Cap | Syd | Pts |
| 1.   | Gema Pascual       |     |     |     |     |     |
| 2.   | Lyudmyla Vypyraylo |     |     |     |     |     |
| 3.   | Adrie Visser       |     |     |     |     |     |

#### Velocitat per equips
| Pos. | Ciclista  | Mos | Agu | Cap | Syd | Pts |
| 1.   | Rússia    |     |     |     |     |     |
| 2.   | Austràlia |     |     |     |     |     |
| 3.   | Ucraïna   |     |     |     |     |     |